# Epoca de piatră

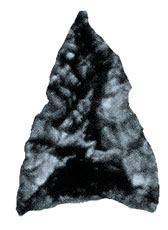
Vârf de suliță din obsidian

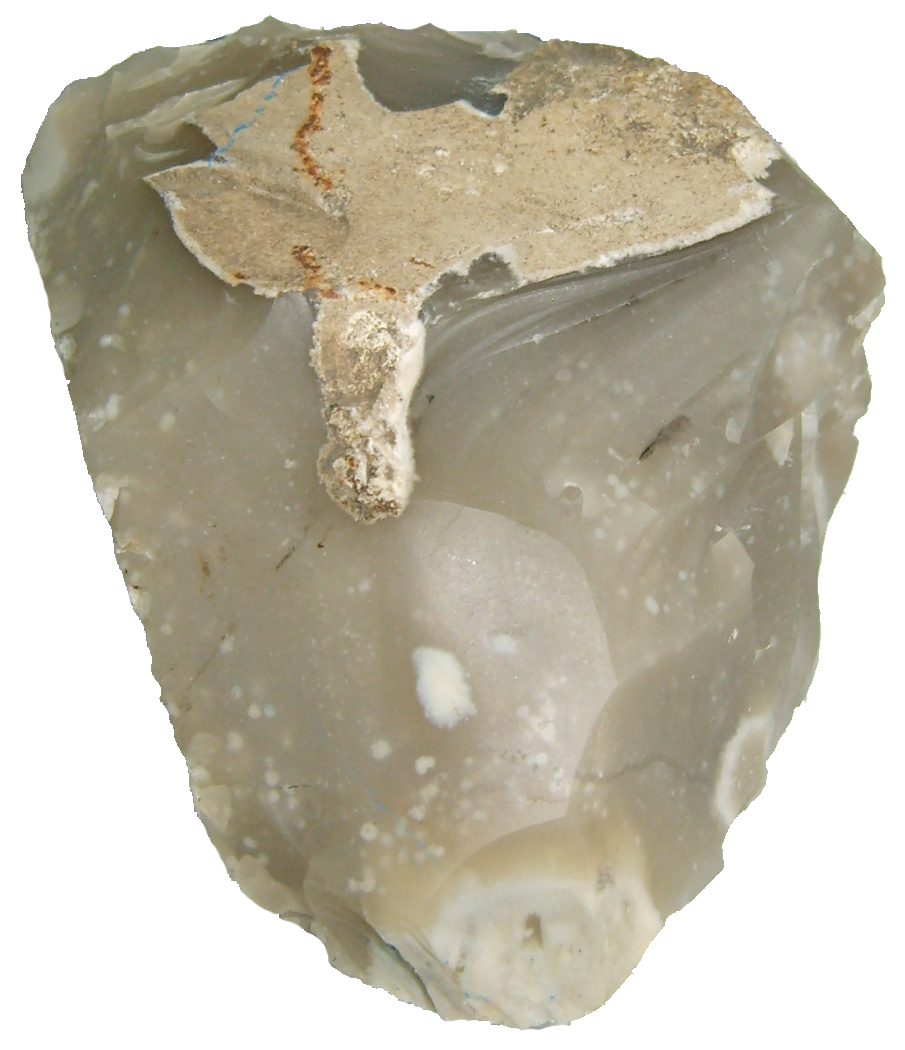
Fragment de flint din calcarele cenomaniene (100.5-93.9 Ma), ce aflorează în nordul Moldovei în lungul cursurilor râurilor Prut (de ex. localitatea Miorcani) și Nistru (de exemplu localitatea Soroca).
Proprietatea de rupere concoidală prezentă la flint și la sticle vulcanice (obsidian) a fost folosită de oamenii din paleolitic pentru obținerea de obiecte ascuțite (cuțite, vârfuri de săgeată, etc.).

Epoca de piatră sau epoca pietrei este o perioadă a preistoriei în care oamenii foloseau cu precădere unelte din piatră.  Perioada a durat aproximativ 3,4 milioane de ani, sfârșindu-se între 8700 î.Hr. și 2000 î.Hr., odată cu apariția metalurgiei.
Termenul "epoca de piatră" sau "epoca pietrei" a fost folosit de arheologi pentru a denumi intervalul de timp dinaintea epocilor folosirii uneltelor din metal, perioadă în care uneltele din piatră s-au păstrat preponderent în raport cu unelte din alte materiale. Este prima dintre cele trei epoci ale istoriei și este împărțită în trei perioade:
- paleoliticul, epoca pietrei veche sau timpurie;
- mezoliticul, epoca pietrei mijlocie;
- neoliticul, epoca pietrei târzie.

Aceste trei perioade au și ele, la rândul lor, alte subdiviziuni. Lungimea în timp a fiecărei epoci, precum și a subdiviziunilor respective, a variat considerabil de la o regiune la alta și de la o cultură la alta, însăși prezența subdiviziunilor putând varia.
Uneltele din piatră erau fabricate dintr-o varietate de tipuri de piatră. Spre exemplu, silexul era prelucrat pentru a fi folosit ca unealtă de tăiat sau pentru arme, iar bazaltul și gresia puteau folosite pentru măcinat. Lemnul, osul, cochiliile și carapacele,  tendoanele și alte materiale de origine vegetală sau animală erau, de asemenea, foarte ades folosite. În neolitic, sedimentele (cum ar fi argila) au fost folosite în olărit. Odată cu primele inovații în tehnologia prelucrării metalelor, a luat sfârșit epoca pietrei și a început epoca calcolitică (cunoscută și sub numele de epoca  aramei), urmată de epoca bronzului și, ulterior, de epoca fierului.

## Evoluția umană pe parcursul epocii pietrei
Epoca pietrei cuprinde o lungă perioadă de timp din istoria omenirii. Pe tot parcursul acestei perioade au avut loc importante schimbări climatice sau de altă natură care au influențat evoluția oamenilor.

### Paleolitic
Paleoliticul: palaios = vechi și lithos = piatră (cuvinte grecești), reprezintă cea mai lungă diviziune din epoca de piatră (aproximativ între 3.400.000 și 10.000/8000 î.Hr.). Geologic, se suprapune Pliocenului și Pleistocenului, ultima înregistrând profunde modificări climatice și implicit geomorfologice, cu impact important asupra vegetației și faunei.
Caracteristica epocii paleolitice este totala dependență a hominizilor de natură. Economia avea un caracter „prădalnic”. Sursa principală de alimentație o oferea vânătoarea realizată în grup. În pleistocenul inferior apar primele unelte pentru vânătoare și cules. Apare folosirea focului, schimbându-se astfel regimul alimentar, ceea ce va determina modificări și în structura anatomică. În paleoliticul mijlociu, omul de Neanderthal folosea arme și unelte de silex. În această perioadă se ajunge la o diviziune pe baza sexului a muncii: vânatul - îndeletnicire specifică îndeosebi bărbaților, iar culesul - practicat de femei. O altă îndeletnicire era aceea a pescuitului.
În paleoliticul superior, Homo sapiens fossilis produce cuțite, străpungătoare, răzuitoare și dălți lucrate prin tehnica așchierii, având ambele margini ascuțite. Apare tehnica prelucrării osului, fildeșului și cornului. Vânătoarea se realiza și cu ajutorul arcului. La început, se locuia în așezările în aer liber, dar căutau să se adăpostească și în peșteri, pentru ca, în paleoliticul mijlociu, Neanderthalienii să-și construiască colibe prevăzute chiar și cu vetre, spațiu pentru dormit, activități domestice sau de evacuare. Se constată o creștere a densității și o oarecare stabilitate într-un anumit loc. În aceeași perioadă erau folosite și adăposturi sub stânci. Apare, totodată, tendința de concentrare a grupurilor umane și de revenire periodică în același loc.

### Epipaleolitic/Mezolitic
Perioada dintre sfârșitul ultimei ere glaciare, cu aproximativ 10.000 de ani în urmă, până acum aproximativ 6.000 de ani în urmă, este caracterizată prin ridicarea nivelului mărilor și nevoia de adaptare la un mediu în continuă schimbare și identificarea de noi surse de hrană. Ca urmare a acestor schimbări se poate observa o creștere în folosirea uneltelor din microlit. Acestea erau provenite din uneltele paleolitice anterioare, din această cauză primind numele de Epipaleolitice. Cu toate acestea, în Europa este folosit termenul mezolitic (mijlocul epocii de piatră), deoarece uneltele (și mediul de trai) erau importate din Orientul Apropiat. Acolo, uneltele microlitice făceau posibilă vânătoarea mai eficientă, în timp ce așezări mai avansate, cum ar fi Lepenski Vir,  se dezvoltau pe baza pescuitului. Domesticirea și folosirea câinilor ca ajutor la vânătoare datează, probabil, tot din această perioadă.

### Neolitic

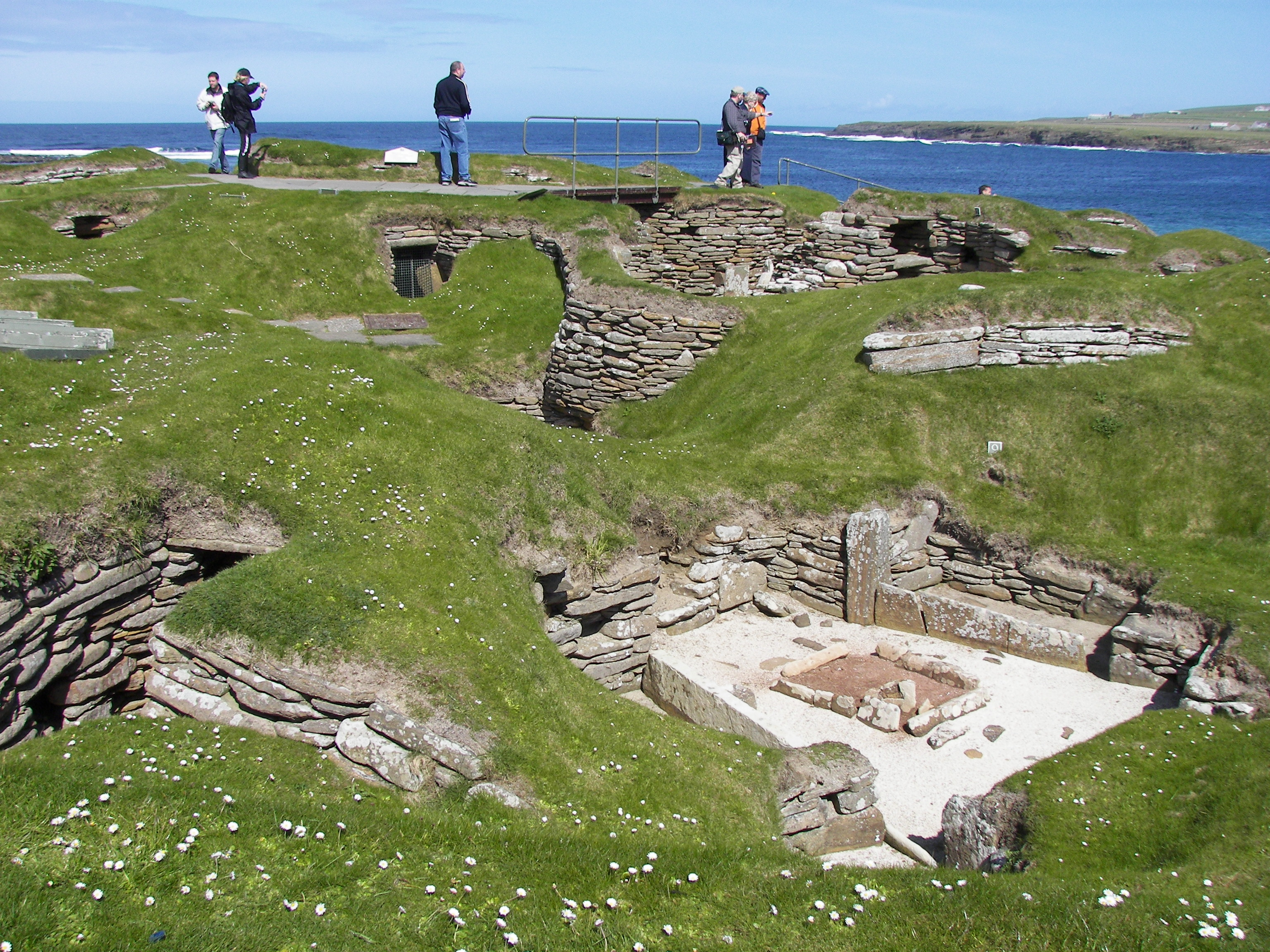
Skara Brae, Scoția. Cel mai complet sat Neolitic din Europa

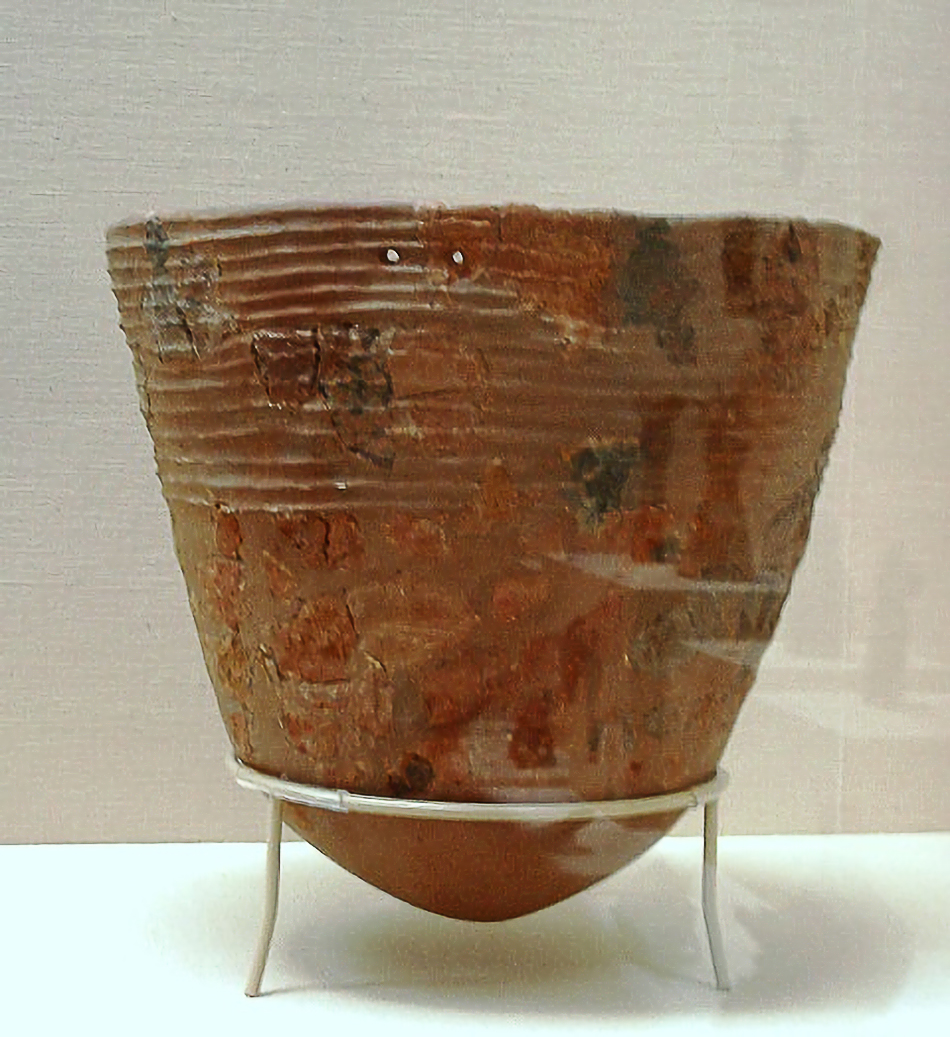
Ceramica japoneză Jomon este cea mai veche din lume

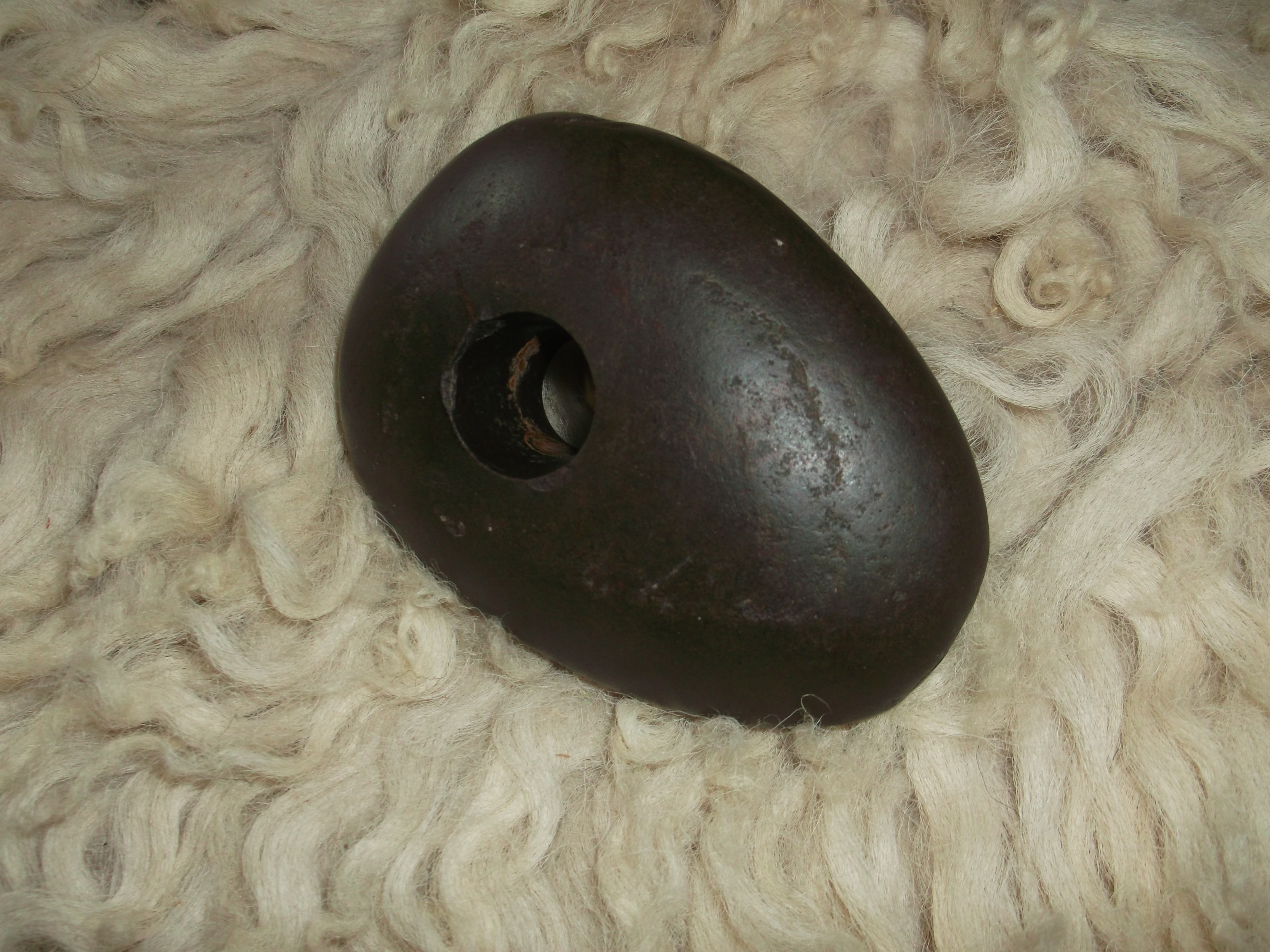
Topor din roca dură de bazalt, șlefuit și perforat din neolitic - satul Aruncuta, jud. Cluj

Neoliticul (Noua Epocă de Piatră) este caracterizat prin adoptarea agriculturii (așa-numita Revoluție Neolitică), prin dezvoltarea olăritului și prin crearea unor așezări mai mari și mai complexe, cum ar fi Çatal Hüyük sau Ierihon. Primele culturi neolitice au apărut în jurul 8000 î.Chr., în Semiluna Fertilă, o regiune istorică în formă de semilună, cuprinzând Levantul, Mesopotamia, și Egiptul Antic. Agricultura și cultura din această zonă s-au răspândit mai apoi spre zona mediteraneeană, a Indului, China, și Asia de Sud-Est.
Datorită nevoii crescânde în ceea ce privește recoltarea și prelucrarea plantelor, obiectele din piatră - șlefuită sau nu - au devenit mai răspândite. Același lucru s-a întâmplat și în ceea ce privește uneltele pentru măcinat, tăiat sau secționat. Au fost ridicate primele construcții de scară mare, inclusiv turnuri sau ziduri (e.g., Ierihon), dar și situri pentru diferite ritualuri (e.g., Stonehenge). Acestea arată faptul că existau resurse suficiente și un nivel de cooperare ridicat, care a permis unor grupuri extinse să lucreze la aceste proiecte. În ce măsură a influențat acest lucru dezvoltarea elitelor și a ierarhiilor sociale este o problemă supusă dezbaterii. Există dovezi timpurii ale unui comerț organizat, propriu neoliticului. Oamenii din așezările nou-înființate importau bunuri exotice de la mari distanțe. Skara Brae, aflată pe insula Orkney, este unul din cel mai bune exemple de așezare neolitică din Europa. Comunitatea conține paturi de piatră, rafturi, chiar și o toaletă de interior, legată prin canalizare rudimentară de un pârâu.

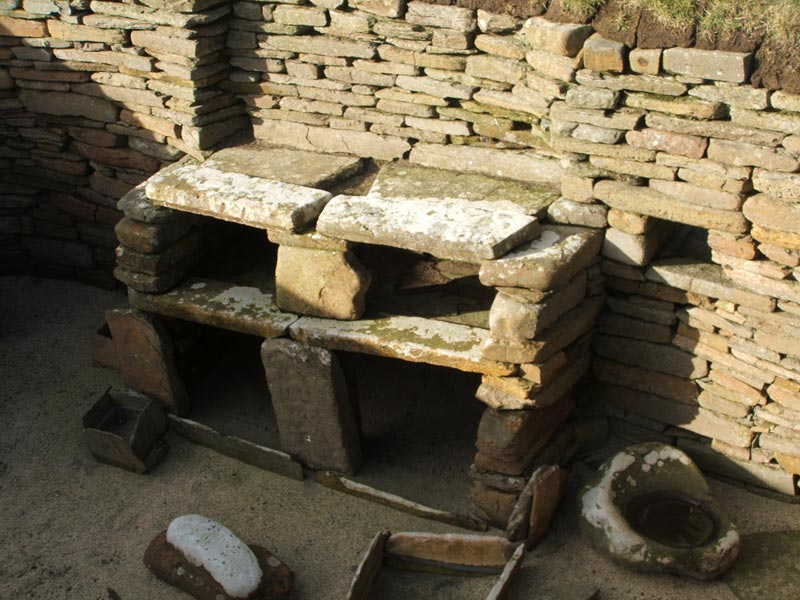
Skara Brae, Scoția. Cea mai complexă așezare neolitică din Europa

## Cultura materială a epocii de piatră

### Alimentația
Sursele de hrană ale oamenilor vânător-culegător din epoca de piatră includeau atât animale cât și plante care aparțineau mediului natural în care aceștia trăiau. Aceștia consumau, cu preferință, organele animalelor, inclusiv ficatul, rinichii și creierul. Nu consumau foarte multe lactate sau plante bogate în carbohidrați, precum legumele sau cerealele.
Se pare că două treimi din necesarul de energie erau acoperite din mâncăruri de origine animală. Conținutul de grăsime era aproximativ același cu cel din prezent, însă raportul tipurilor de grăsimi consumate era altul: raportul între Omega-6 și Omega-3 era de circa 3:1 față de 12:1 cum este astăzi.
Către sfârșitul ultimei ere glaciare, cu 15.000-9.000 de ani în urmă, a avut loc o extincție pe scară largă a mamiferelor mari (megafauna mamiferă) în Asia, Europa, America de Nord și Australia. Aceasta a fost prima extincție din holocen și ar fi putut modifica modul de alimentare al oamenilor din acea perioadă. O dată cu dezvoltarea agriculturii, alimentele din plante au început să joace, de asemenea, un rol tot mai important în alimentația oamenilor.

### Locuințele
Se crede că prima structură artificială a fost construită în Africa de Est de către homo habilis acum aproximativ 2.000.000 de ani, constând în pietre stivuite pentru a ține crengile de copaci în loc. Un aranjament similar de pietre, de formă circulară, considerat vechi de 500.000 de ani, a fost descoperit la Terra Amata, lângă Nisa (Franța). Alte habitate umane din epoca de piatră sunt:
- o structură similară unui cort într-o peșteră în apropiere de Grotte du Lazaret , Nisa, Franța;
- o structură cu acoperiș susținut de scânduri, descoperită la Dolni Vestonice, Republica Cehă, de acum 23.000 de ani. Zidurile erau din pietre și blocuri din lut;
- mai multe colibe din oase de mamut au fost descoperite în Europa de Est și Siberia. Oamenii care le-au fabricat erau vânători de mamuți specializați. Asemenea colibe s-au găsit pe valea Niprului, în Ucraina, în Moravia (Republica Cehă) și în sudul Poloniei;
- un cort din piei de animal de acum 12.000-17.000 de ani (din magdalenian) a fost descoperit la Plateau Parain, Franța.

### Artă
Arta preistorică poate fi urmărită doar pe baza obiectelor descoperite. Muzica preistorică este reconstituită pornind de la instrumentele găsite, iar arta parietală poate fi găsită pe rocile de orice fel. Se împarte în petroglife și picturi rupestre, Arta e posibil să fi avut o funcție religioasă.

#### Picturi rupestre

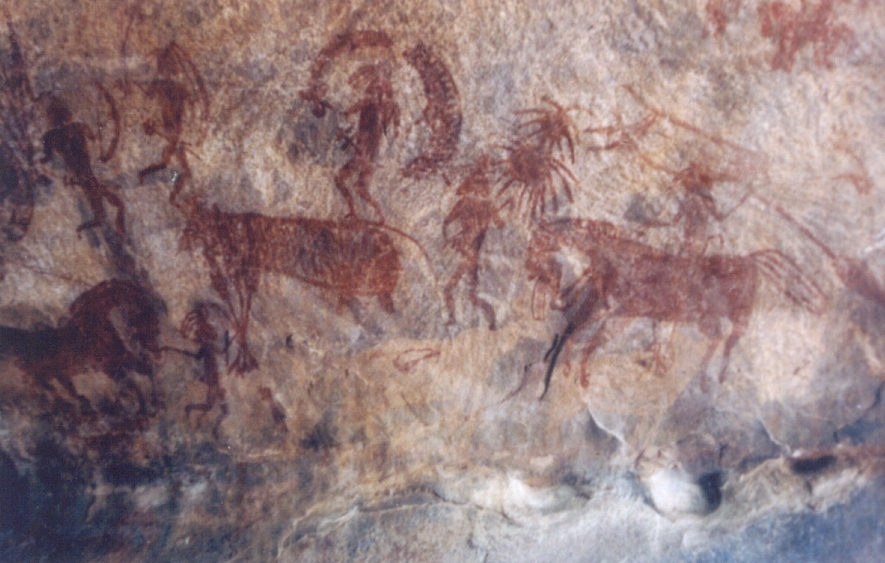
o pictură rupestră din Bhimbetka, India, un loc al patrimoniului mondial

Picturile rupestre erau pictate pe pietre și erau reprezentări mai naturale decât petroglifele. În perioada paleolitică, reprezentarea de ființe umane în picturile rupestre era redusă. În general, erau reprezentate animale: nu doar animalele care erau o sursă de hrană, ci și animale ce reprezentau forța, precum rinocerii sau felinele (precum în Peștera Chauvet). Uneori, erau desenate semne asemenea punctelor. Printre reprezentările umane se numără și amprente ale mâinilor și imagini jumătate om/jumătate animal. Peștera Chauvet din departamentul Ardèche, Franța, are cele mai importante picturi rupestre din paleolitic, datate în jurul anului 31.000 î.Hr. Picturile din Altamira, Spania, au fost create între 14.000 și 12.000 î.Hr., și prezintă, între altele, bizoni. Printre cele mai cunoscute peșteri ce conțin picturi rupestre se numără Lascaux, Dordogne, Franța, cele de acolo fiind executate între 15.000 și 10.000 î.Hr.
Sensul picturilor rămâne necunoscut. Peșterile nu se aflau într-o zonă locuită, și e posibil să fi fost folosite în scopuri rituale sezoniere. Animalele sunt însoțite de semne ce sugerează un scop magic. Simbolurile în formă de săgeată de la Lascaux au fost, uneori, interpretate ca având rol de calendar sau almanah, dar dovezile rămân neconcludente. Cea mai importantă pictură din mezolitic este cea a războinicilor în marș, de la Cingle de la Mola, Castellón, Spania, datată între 7.000 și 4.000 î.Hr. Tehnica folosită consta, probabil, în suflarea sau scuiparea pigmenților pe piatră. Picturile sunt relativ naturaliste, deși stilizate. Figurile nu sunt tridimensionale, deși se suprapun.

## Ritualuri și credințe ale epocii pietrei
Studiile moderne și analizele detaliate ale descoperirilor din perioada epocii pietrei indică anumite ritualuri și credințe ale oamenilor de atunci. Se crede acum că activitățile epocii pietrei cuprindeau mai mult decât necesitățile imediate de procurare a hranei și găsirea unui adăpost. Erau practicate ritualuri specifice legate de moarte și îngropare, deși difereau, în mod sigur, în stil și execuție între culturi. Mai multe situri din epoca pietrei din diferite părți ale lumii prezintă urme de dans și de ritualuri de inițiere.

## Epoca pietrei în prezent
Antropologii au folosit mai multe triburi pentru a studia și interpreta viața din epoca pietrei. Asemenea triburi există în Papua Noua Guinee, Insulele Andaman și Nicobar (India), Filipine, Africa și America de Sud.

## Epoca pietrei în cultura populară

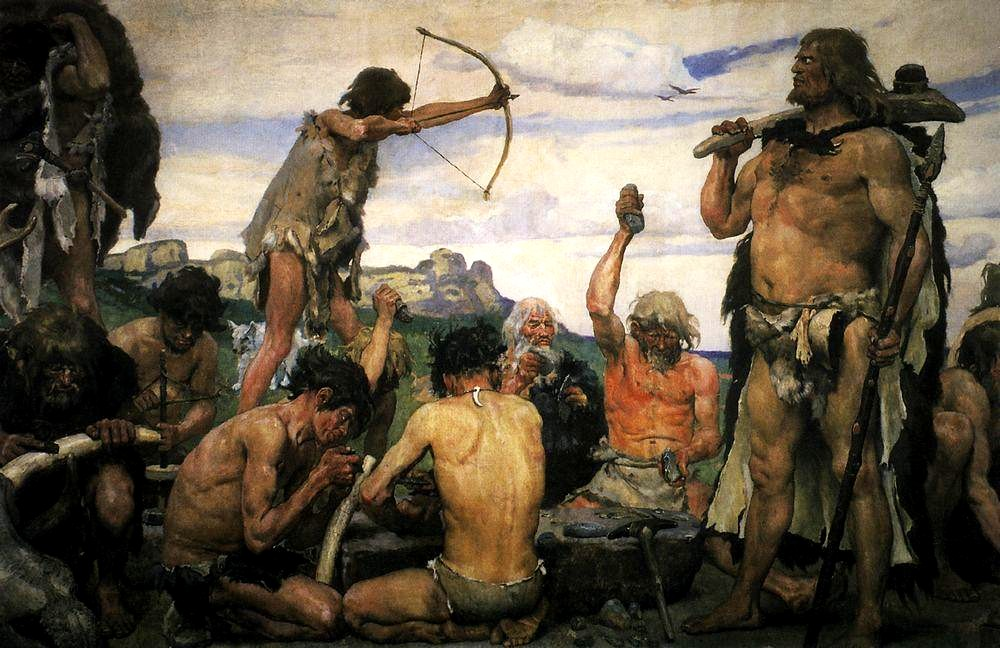
Pictură imaginară a Epocii de Piatră, de Viktor Vasnetsov

Ca termen argotic, "epoca pietrei" poate fi folosit pentru a descrie o civilizație sau grup de oameni moderni ce trăiesc în condiții relativ primitive. Fraza a-i trimite în epoca pietrei implică un atac violent care distruge infrastructura țintei, obligând supraviețuitorii să recurgă la folosirea tehnologiilor primitive pentru supraviețuire.
Imaginea unui sălbatic ce locuiește în peșteră este cel mai des asociată cu a oamenilor ce trăiau în acea perioadă, lucru nu întotdeauna corect.. În unele filme, jocuri și desene animate, precum familia Flinstone, oamenii din epoca pietrei sunt înfățișați coexistând cu dinozaurii, lucru neconfirmat de descoperirile arheologice, și respins de majoritatea covârșitoare a comunității științifice.